# 青い山脈 (曲)
「青い山脈」（あおいさんみゃく）は、石坂洋次郎原作の日本映画『青い山脈』の主題歌として1949年に発表された曲である。発表当初は藤山一郎と奈良光枝が歌っていたが、奈良が早世したこともあり藤山一郎の歌として有名である。
長年にわたって世代を問わず支持され、発売から40年経った1989年にNHKが放映した『昭和の歌・心に残る歌200』においても第1位となっている。

## 解説
1981年1月1日に放送されたTBS「全国歌謡曲大調査、明治から昭和この百年！史上最大のベストテン」では一位を獲得した。また、上述の1989年に放送されたNHK『昭和の歌・心に残る歌200』でも一位を獲得している。
この曲を歌った藤山一郎と作曲者の服部良一は共に国民栄誉賞を受賞している（作詞の西條は国民栄誉賞創設以前に死去）。
NHK紅白歌合戦では、藤山が紅白歌合戦30回記念として特別出演した1979年の「第30回NHK紅白歌合戦」でメドレー内で歌唱されたのと、紅白40回記念として第1部が「昭和の紅白」として開催された1989年の「第40回NHK紅白歌合戦」の計2回歌唱されている。
作曲者の服部良一は、著書の中で「梅田から省線に乗って、京都に向かう途中のこと、日本晴のはるか彼方にくっきりと描く六甲山脈の連峰をながめているうちににわかに曲想がわいてきた」と記している。近年、これを曲解し北摂地方の山並みとしている資料もあるが誤りである。
そして、この列車の中で手帳に書きとめようとしたが、生憎車内は買い出しの客で満員。五線譜を書くことができない。とっさの思いつきでハーモニカの番号を書いたという。服部自身「周りの人も、闇屋が計算していると思ったのでしょうね。」と回想している。
藤山一郎と奈良光枝がデュエットで歌唱している映像は1975年に放送された「第7回思い出のメロディー」のものが現存している（奈良は1977年に53歳で死去）。
カラオケ(初出はコロムビア製レーザーディスクカラオケ)では藤山一郎自身が出演している。
秋田県横手市にて石坂が教鞭を取っていたこともあって、横手駅のご当地発車メロディーとしてこの曲を流している。

## 楽曲製作者
- 作詞：西條八十
- 作曲：服部良一

## カバーなど
※多くの歌手によってカバーされている。
- 藤山一郎、奈良光枝がそれぞれステレオ録音で再録している。なお藤山の方はテンポが遅いバージョンとオリジナルとほぼ同じスピードのものとの2種類が確認されている。
- 美空ひばり（アルバム『歌謡曲50年（第7集）』に収録）
- 神戸一郎・青山和子（1963年、同名の映画の主題歌として使用された）
- 梶光夫（1966年、同名のテレビドラマの主題歌に使用された）
- 坂口良子・志垣太郎[注釈 1]（1974年、同名のテレビドラマの主題歌に使用された）
- 石川さゆり・潮哲也（1975年、同名の映画の主題歌に使用された）
- 矢野顕子（1980年、アルバム『ごはんができたよ』に収録）
- 河合奈保子（1985年、アルバム『昭和ラプソディ('85)』に収録）
- 舘ひろし（タイトル「青い山脈'88」、同名の映画の主題歌に使用された）
- Brave Combo  (1991年、アルバム『ええじゃないか』に収録）
- 東京スカパラダイスオーケストラがinstrumentalでカバー（2007年、『服部良一 〜生誕100周年記念トリビュート・アルバム〜』に収録）。
- 北朝鮮のグループ、普天堡電子楽団が1991年の日本公演でカバー（後に北朝鮮国内で発売されたビデオ、CDでも収録）[5]。
- 桑田佳祐（2009年、ライブビデオ『昭和八十三年度! ひとり紅白歌合戦』に収録）
- 2009年の『第60回NHK紅白歌合戦』ではNYC boysがスペシャルメドレー内でこの曲を披露している。
- 2012年からのソフトバンクのCMでは「お父さん」とトリンドル玲奈扮するタダが自転車に乗って歌っている場面が放映されている[6]。
- 石原詢子（2013年のアルバム『我がこころの愛唱歌〜夢と希望に満ちてたあの時代〜』、2014年のCD-BOX『石原詢子 時代のうた』に収録）